# Jumellea arachnantha
Espèce
Statut CITES
Jumellea arachnantha est une espèce de plantes à fleurs de la famille des orchidées et du genre Jumellea originaire des Comores et de Madagascar.